# Парусников, Михаил Павлович
Михаил Павлович Па́русников (1893—1968) — советский архитектор, действительный член Академии архитектуры СССР (1950), академик АН БССР (1950; член-корреспондент с 1947). Педагог, профессор (с 1948). Лауреат Государственной премии Белорусской ССР (1968).

## Биография
Сын потомственного московского священнослужителя, окончил Заиконоспасское духовное училище. С 1913 по 1918 года обучался в МУЖВЗ (его отец был настоятелем соседнего храма), затем до 1924 года во ВХУТЕМАСе. Ученик С. В. Ноаковского и И. В. Жолтовского.
С 1924 работал в архитектурно-проектных организациях Москвы и одновременно преподавал (1934—1941 годах, с 1948 года — профессор) в МАРХИ .

«Парусников был педагогом в моей группе. <…> В начале тридцатых годов одним из первых отрёкся от конструктивизма. И ретировался в лагерь противников движения — „школу Жолтовского“, „ретрограда“, по определению конструктивистов. Позднее стал известен, как главный архитектор штаб-квартиры КГБ в Минске, за что был награждён Сталинской премией».— Гари Беркович
В 1941—1944 годах — старший научный сотрудник Академии архитектуры СССР, в 1944—1948 — руководитель архитектурно-проектных мастерских Комитета по делам архитектуры СССР.
Разработал проекты жилых и общественных зданий для многих городов СССР, основные принципы и приемы планировки и застройки сельских населенных пунктов нового типа.
Опубликовал ряд научных работ по теории и истории архитектуры.

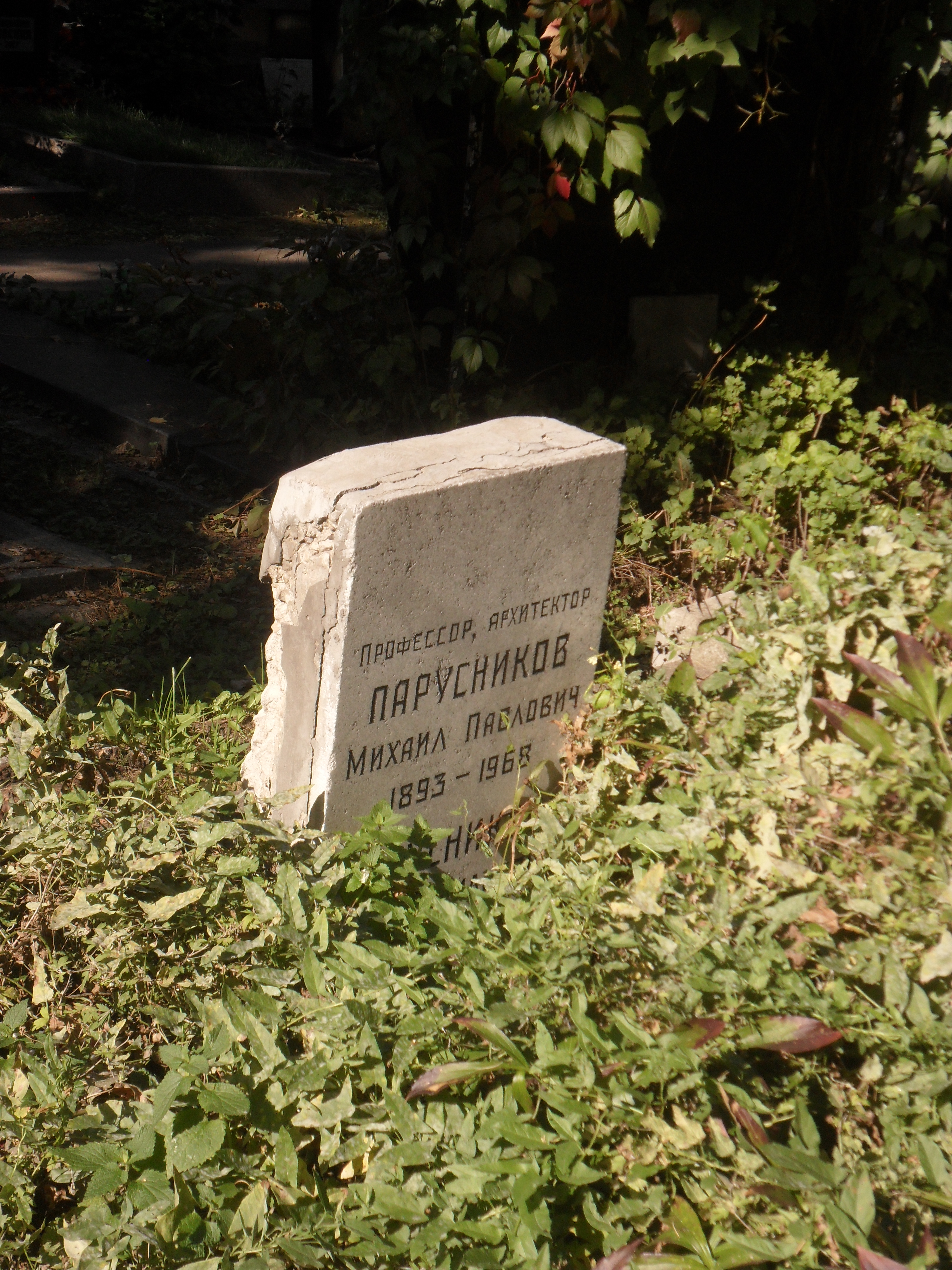
Могила Парусникова на Новодевичьем кладбище

Жил в Москве в доме архитекторов на Ростовской набережной, 5. Умер в Москве 1 февраля 1968 года. Похоронен на Новодевичьем кладбище (участок 7, ряд 3, место 12).

## Проекты
- Павильон машиностроения и аудитория на Всероссийской сельскохозяйственной и кустарно-промышленной выставке в Москве (1923)[1]
- Электростанция в Московской области (1926)[1]
- Электростанция в Киеве (1929)[1]
- Фабрика прядильная в Ивантеевке (1929, соавторы: Гольц Г. П., Соболев И. Н.)[5]
- Автор проекта планировки и застройки Астрахани (1930).
- Ряд школ по типовому проекту в Москве (1935—1936)[1]
- Ряд жилых домов на проспекте Мира в Москве (1936)[1]
- «Дома с аркой» в Ярославле, в том числе дом на Красной площади (1936).
- Дом 19 по Тверской улице в Москве (1940)[6]
- Один из авторов застройки Минска после Великой Отечественной войны:
  - Административное здание — КГБ Беларуси (весна 1945—1947), первое здание на главной улице города,
  - Госбанк БССР (1950),
  - Участвовал в разработке проекта планировки и застройки центра и первой очереди Ленинского проспекта (теперь проспект Независимости) и Октябрьской площади.
  - Ансамбль Ленинского проспекта (с группой соавторов; проложен и застроен во 2-й половине 1940—1960-х годов).
  - Жилые дома и мост через р. Свислочь,
  - Спортивный комплекс «Динамо» (все в 1946—1954 гг., в соавторстве).
- Руководитель разработки проекта планировки совхоза «Рассвет» в Смоленской области (1961)[1]
- Руководитель разработки проекта планировки центра города Черкассы (1963)[1]
- Руководитель разработки проекта планировки центра города Корсунь-Шевченковский (1964)[1]

## Галерея

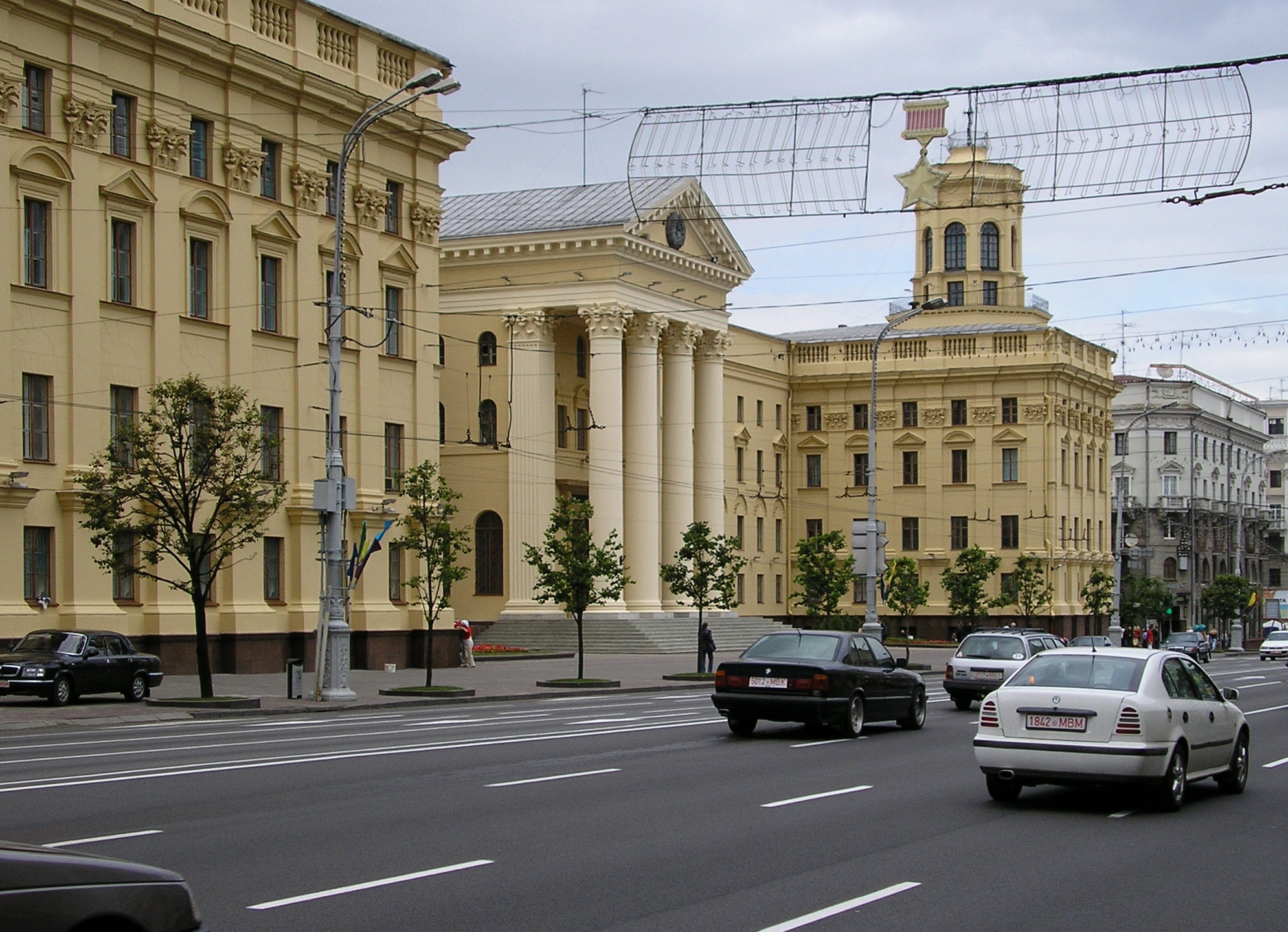
Здание КГБ в Минске
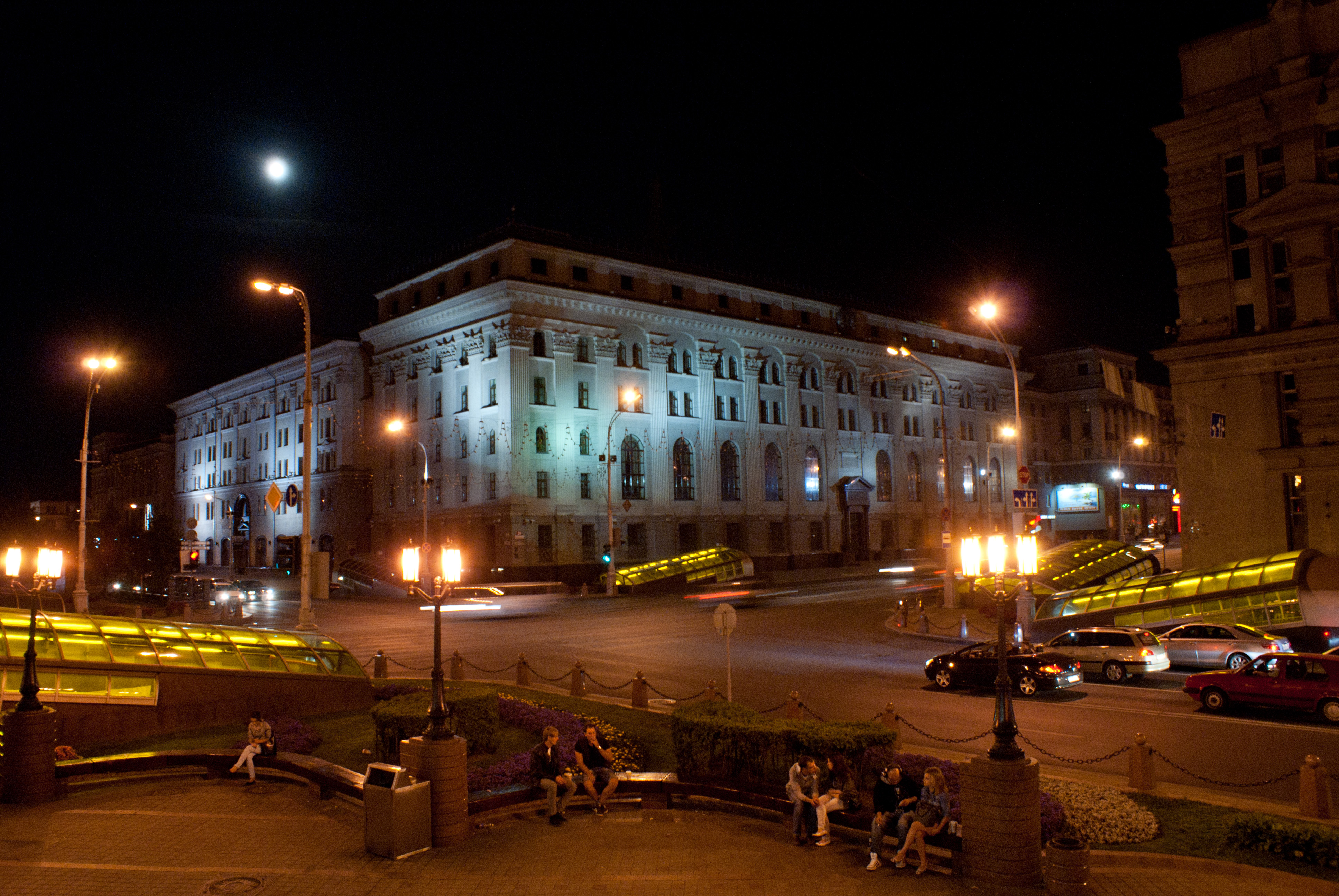
Здание Национального банка Республики Беларусь в Минске
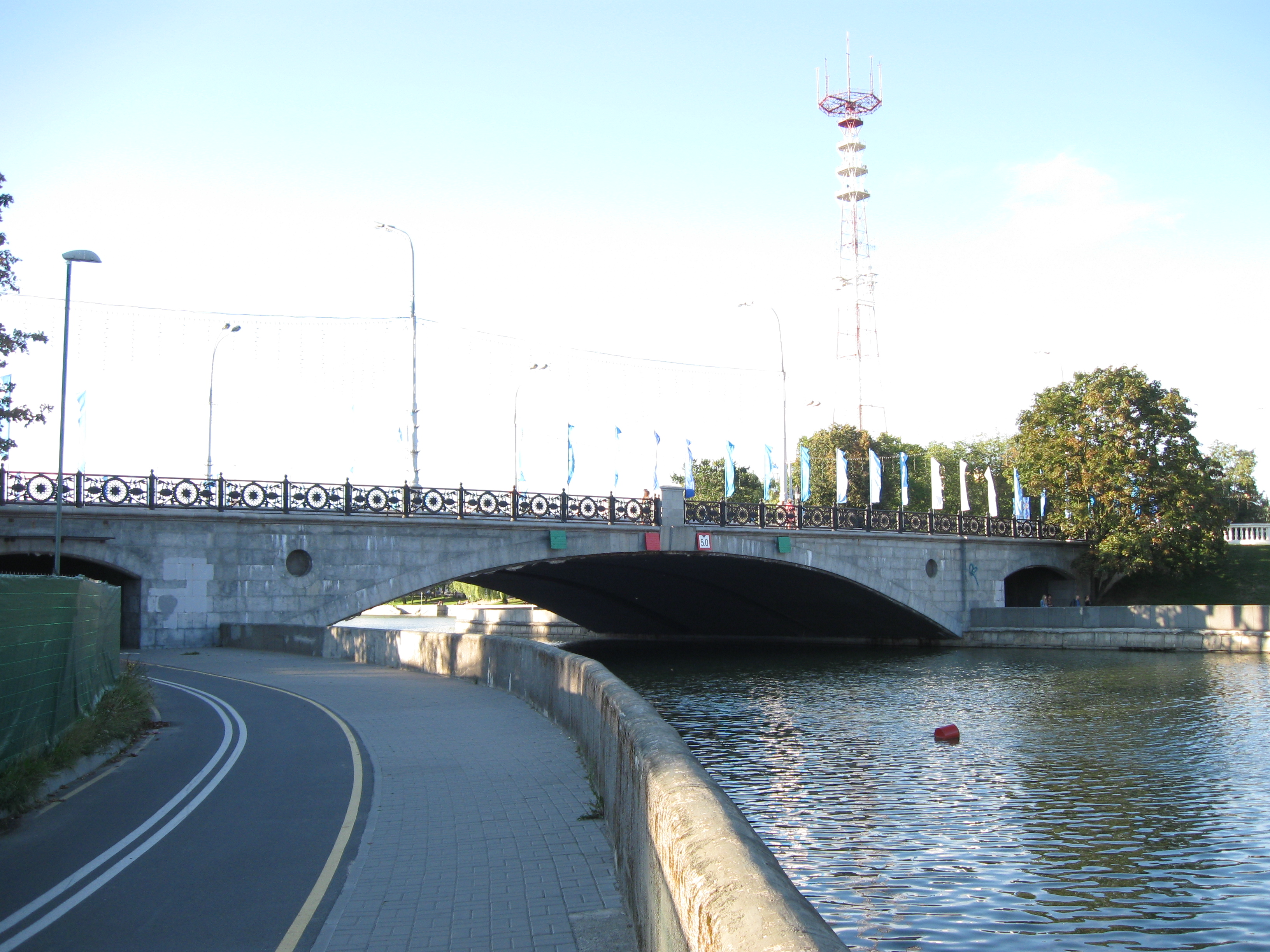
Мост через реку Свислочь в Минске
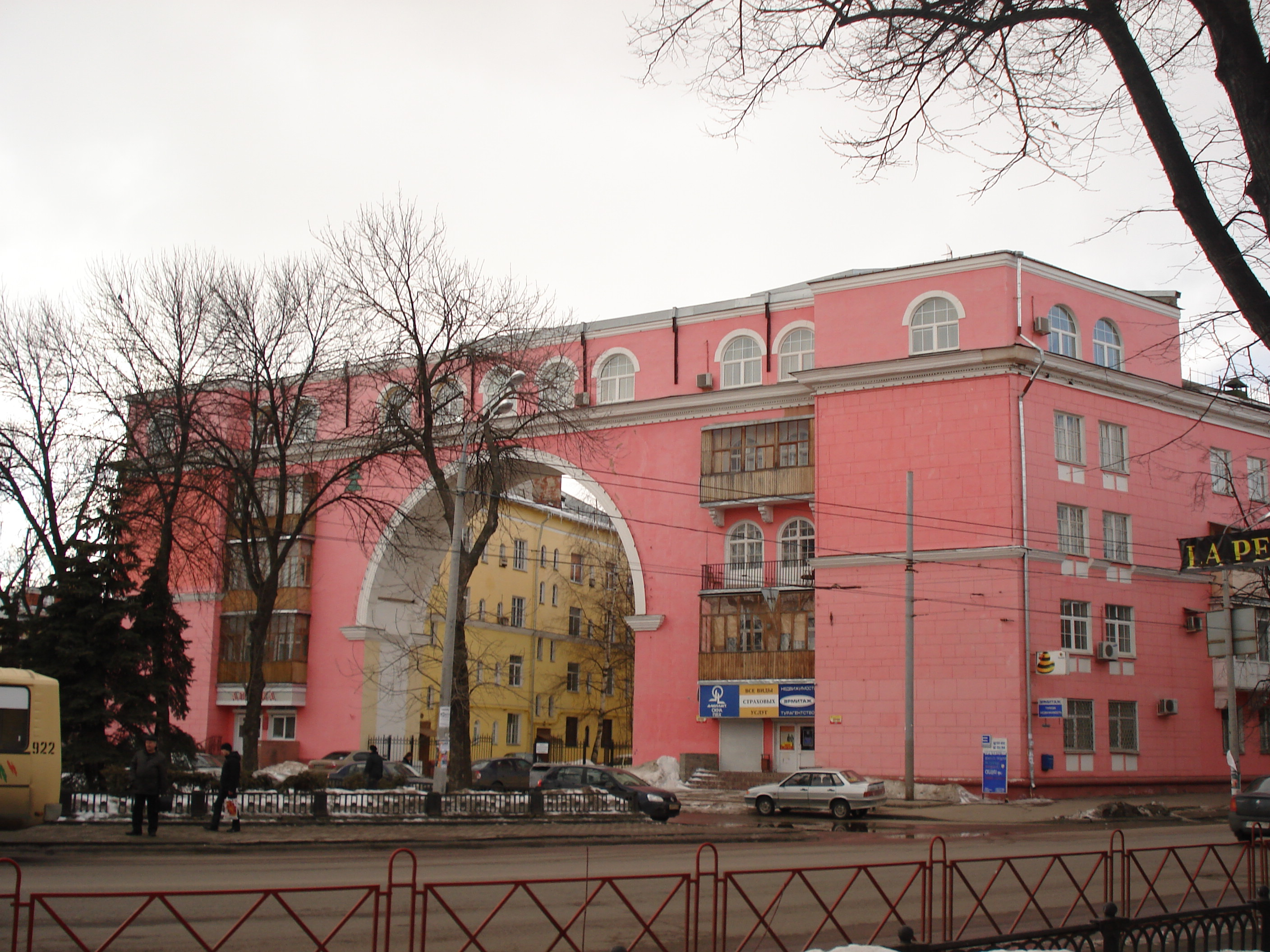
Дом с аркой на Красной площади в Ярославле

## Награды и премии
- Орден Ленина
- Орден Трудового Красного Знамени (21.09.1966)[7]
- Медали СССР
- Государственная премия БССР.

## Память
- Имя архитектора, одного из создателей послевоенной планировки г. Минска Михаила Парусникова присвоено одной из улиц в Минске (бел. вуліца Міхаі́ла Па́руснікава; рус. улица Михаи́ла Па́русникова)[8].